# CinéTol (bioscoop)

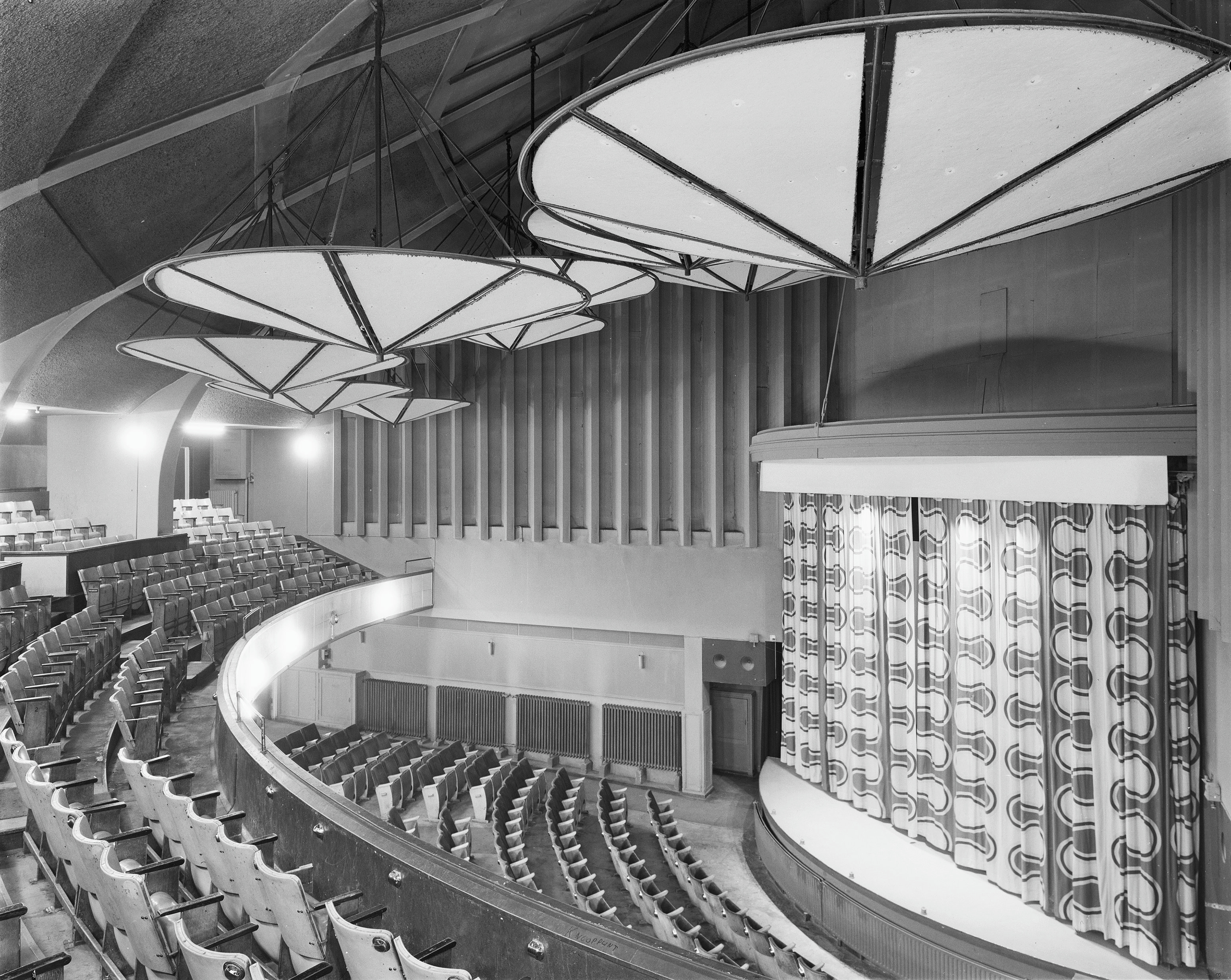
Interieur van CinéTol in 1977

CinéTol was een bioscoop annex theater aan de Tolstraat in Amsterdam-Zuid. De naam is een samentrekking van cinema en Tolstraat. Sinds 2021 is het in gebruik als een cultureel centrum onder de naam Tempel. 

## Thalia
De bioscoop had een ongelukkig begin in dit gebouw uit 1927. Ze begon in de Tweede Wereldoorlog onder de naam Thalia Theater. De Duitse bezetter had het gebouw aan de Tolstraat 160 onteigend van de Theosofische vereniging in Nederland. Gevolg was dat bijvoorbeeld de Nationale Jeugdstorm (NSJ) er in 1942 films toonde die beschikbaar werden gesteld door het Duits Verkeersbureau is samenwerking met filmmaatschappij Odeon. Een van de films. De jeugd van heden, liet Adolf Hitler zien die in Neurenberg Duitse jeugd ontving. 

## Cultura
Vrijwel direct na de bevrijding veranderde het theater van naam; het werd Theater Cultura, ook toen waren er niet alleen films te zien, maar er waren bijvoorbeeld ook cabaretavonden. Zo traden op 16 juni 1945 Frans Nienhuys, Maria Petrelli, Willy Blomert, Wassia Krimsky, Stella Semer (zangeres levenslied) en Gerard Gest op. Het had een communistische inslag; arbeiders werkend bij De Waarheid konden gratis naar binnen.   Eigenaar werd de Maatschappij voor Cinegrafie die ook Filmtheater de Uitkijk en het Leidseplein Theater in beheer hadden. In 1961 trok die maatschappij zich terug; Cultura bracht onvoldoende geld op. Cor Koppies, dan nog directeur van het theater aan het Leidseplein nam de exploitatie van de bioscoop met 592 stoelen over.

## CinéTol
In 1954 schreef Cultura Theater een prijsvraag uit voor een nieuwe naam die op 30 april 1954 zou gelden: CinéTol.  In 1964 kwam het theater met een nieuwtje; er werd een jaar voorgeprogrammeerd, maar er kwamen ook themareeksen van onder andere werk van Ingmar Bergman. Het ontwikkelde zich onder Koppies meer richting filmhuis met nachtfilms in het weekend en met af en toe een toneelvoorstelling.
Wisselend succes werd in 1976 bruut onderbroken. De eigenaar P.C. Meulman Stichting (Theosofische Vereniging Nederland) zei het huurcontract met BV CinéTol op. Ze wilde op die plek het theater slopen en vervangen door nieuwbouw. De door BV CinéTol voorgestelde overnamekosten vonden in de ogen van de Stichting geen goedkeuring.  De bioscoop vertrok op 1 september 1979.  Gemeente Amsterdam stak een stokje voor de afbraak door het tot monument te verklaren. Het had wel tot gevolg dat het omgebouwd werd tot bibliotheek en openbare leeszaal. Koppies ging verder met Cinecenter, wilde CinéTol er nog wel “bij doen”, maar dat bleek niet haalbaar.
Ook na het vertrek van de bioscoop hield het gebouw de naam CinéTol. In 1982 kreeg het gebouw een nieuwe buur in nieuwbouw. Het buurthuis CinéTol kreeg niet veel later de naam (Stichting) Kunst- en Cultuurhuis Cinetol.
In 2021 is het gebouw ontwikkeld tot een cultureel centrum onder de naam Tempel Amsterdam.